# إينوك برات
إينوك برات (بالإنجليزية: Enoch Pratt)‏ هو شخصية أعمال أمريكي، ولد في 10 سبتمبر 1808 في ميدلبورو في الولايات المتحدة، وتوفي في 17 سبتمبر 1896 في بالتيمور في الولايات المتحدة.